# Augier (Cognac)
Augier wurde 1643 vom Weinhändler Philippe Augier gegründet und ist damit das älteste Cognac-Haus. Der Cognachersteller hat seinen Produktionsstätte in der gleichnamigen Stadt Cognac (Frankreich). Aktuell hat der Hersteller drei Produkte im Sortiment. Jedes Produkt lässt sich einem Weingebiet, einer Traubensorte und einem Destillationsverfahren zuordnen.  Traditionelle Destillationsverfahren verstärken die Charakteristika der ursprünglichen Eaux-de-vie.

## Produkte
- Augier L’Océanique
- Augier Le Sauvage
- Augier Le Singulier